# 502
502（五百二、ごひゃくに）は自然数、また整数において、501の次で503の前の数である。

## 性質
- 502は合成数であり、約数は 1, 2, 251, 502 である。
  - 約数の和は756。
- 502 = 29 − 9 − 1
  - n = 9 のときの 2n − n − 1 の値とみたとき1つ前は247、次は1013。(オンライン整数列大辞典の数列 A125128)
- 155番目の半素数である。1つ前は501、次は505。
- 各位の和が7になる31番目の数である。1つ前は430、次は511。
- 502 = 32 + 32 + 222 = 32 + 132 + 182 = 52 + 62 + 212 = 92 + 142 + 152
  - 3つの平方数の和4通りで表せる51番目の数である。1つ前は501、次は510。(オンライン整数列大辞典の数列 A025324)
  - 502 = 32 + 132 + 182 = 52 + 62 + 212 = 92 + 142 + 152
    - 異なる3つの平方数の和3通りで表せる46番目の数である。1つ前は490、次は504。(オンライン整数列大辞典の数列 A025341)
- 502 = 6 + 496
  - 異なる完全数の和で表せる数とみたとき1つ前は496、次は524。(オンライン整数列大辞典の数列 A185351)
- n = 502 のとき n と n − 1 を並べた数を作ると素数になる。n と n − 1 を並べた数が素数になる57番目の数である。1つ前は498、次は514。(オンライン整数列大辞典の数列 A054211)

## その他 502 に関連すること
- 西暦502年
- 紀元前502年
- 502 (アルバム) - Something ELseのアルバム。
- 502 Bad Gateway
- #502 - Hey!Say!JUMPのシングル「ネガティブファイター」の通常盤収録曲。